# Translations
Translations è un'opera teatrale del drammaturgo irlandese Brian Friel, debuttata a Guildhall, nel Derry, nel 1980. Ambientato in un'immaginaria cittadina della Contea di Donegal nel XIX secolo, la pièce affronta il tema dell'imperialismo culturale.

## Trama
Baile Beag, 1833. Owen, il figlio dell'insegnante alcolizzato Hugh e fratello di Manus, ritorna a casa dopo sei anni a Dublino. Owen è accompagnato da una compagnia di inglesi - che lo chiamano Roland - e tra loro ci sono anche il capitano Lacey, un cartografo di mezz'età, ed il tenente Yolland, un linguista giovane ed idealista. I due stanno lavorando alla stesura di una dettagliata mappa dell'Irlanda per l'Ordnance Survey ed Owen lavora per loro come traduttore ed interprete, facendo da ponte tra gli inglesi e gli irlandesi, irrimediabilmente separati dalle barriere linguistiche. Yolland ed Owen lavorano per tradurre in inglesi i nomi irlandesi del luogo per la mappa. Druim Dubh, che significa "spalla nera", viene anglicizzato in Poolkerry, mentre Poll nan Caorach, "buco delle pecore", diventa Poolkerry. Owen non si fa scrupoli nell'anglicizzare i nomi della sua terra natia, ma Yolland, che si è innamorato dell'Irlanda, si chiede se così facendo non sta distruggendo la lingua e cultura irlandese.
Un triangolo amoroso tra Yolland, Manus e una ragazza del luogo, Máire, complica la situazione. Nonostante Yolland parli solo inglese e Máire solo irlandese, i due riescono a comunicarsi il proprio amore e si baciano; Manus, che avrebbe voluto sposare Máire, è furioso e vorrebbe battersi con Yolland, ma rinuncia all'idea. Tuttavia, Yolland sparisce misteriosamente durante la notte, probabilmente catturato da una segreta armata di liberazione guidata dai gemelli Donnelly. Manus, che non riesce a sopportare di vivere nel paesino sapendo di non poter essere riamato da Máire, ha lasciato Baile Beag ma la sua sparizione viene scambiata per colpevolezza ed implicazione nella sparizione del tenente dagli inglesi. Máire si rifiuta di credere che Yolland sia stato ucciso e spera nel ritorno del tenente. Gli inglesi non sono altrettanto speranzosi e minacciano gli abitanti di uccidere tutto il bestiame nel caso che Yolland non venisse ritrovato entro 24 ore e di bruciare tutte le case se il tenente non tornerà entro due giorni. Rendendosi conto di aver fraternizzato con l'invasore, Owen fugge per unirsi alla resistenze.
La pièce termina ambiguamente con Hugh che, ubriaco, recita il proemio dell'Eneide, versi che suggeriscono l'inevitabilità della conquista, ma anche la sua impermanenza.

## Storia delle rappresentazioni
Translations ha fatto il suo debutto sulle scene il 23 settembre 1980, prodotto dalla Field Day Theatre Company e diretto da Art Ó Briain. Il cast originale comprendeva Liam Neeson (Doalty), Stephen Rea (Owen) e Ray McAnally (Hugh). La vicinanza a Derry del teatro del debutto non fu casuale: così come nella pièce, la città era divisa dal dibattito per la scelta del nome, con i nazionalisti che volevano Derry e gli unionisti Londonderry.
Nel 1981 Translations debuttò negli Stati Uniti alla Cleveland Play House e nello stesso anno fece il suo debutto a New York in una produzione del Manhattan Theatre Club con Barnard Hughes. Nel 1995 il dramma fu brevemente riproposto a Broadway in un revival con Brian Deenehy. Ian Rickson ha curato la regia del revival londinese dell'opera, andato in scena al Royal National Theatre nel 2018, con Colin Morgan e Ciarán Hinds nel cast. L'allestimento fu un grande successo di critica, tanto da essere riproposto nella stagione successiva con Fra Fee nel ruolo di Owen.

## Edizioni italiane
- Brian Friel, Traduzioni e altri drammi, traduzione di it. di Carla De Petris, Bulzoni, 1996, ISBN 978-8871199573.